# Encarsia minuta
Encarsia minuta är en stekelart som beskrevs av Gennaro Viggiani 1989. Encarsia minuta ingår i släktet Encarsia och familjen växtlussteklar. Inga underarter finns listade i Catalogue of Life.